# 스티븐 애덤스 (축구 선수)
스티븐 애덤스(영어: Stephen Adams, 1989년 9월 28일~)는 가나의 축구 선수로 포지션은 골키퍼이다.

## 국가대표팀 경력
2014년 1월 콩고 공화국 대표팀과의 2014년 아프리카 네이션스 챔피언십 경기를 통해 국제 A매치 첫 경기를 가졌다. 2014년 FIFA 월드컵에 가나 국가대표팀으로 참가했다.